# Хидра (спътник)
Вижте пояснителната страница за други значения на Хидра.
Хидра е естествен спътник на Плутон. Открит е през юни 2005 г. заедно с Никта от екип астрономи, включващ Хал Уийвър, Алан Стерн, Макс Мъчлър, Андрю Стефл, Марк Буйе, Уилям Мерлин, Джон Спенсър, Елиът Йънг и Лесли Йонг на снимки от телескопа Хъбъл от 15 и 18 май 2005 г. На спътника е дадено предварителното означение S/2005 P 1.
Спътниците са забелязани за пръв път от Макс Мъчлър на 15 юни 2005 г. и откритието е оповестено на 31 октомври 2005 г.
От снимките е установено, че спътниците са на приблизително кръгова орбита около Плутон, в орбиталната равнина на Харон, с орбитален радиус от около 65 000 km. Не са установени точните размери на спътника, но се предполага, че диаметърът му е между 52 и 160 km. Никта е около 25% по-блед от него и вероятно е по-малък.
Обектът е заснет при преминаването на космическия апарат „Нови хоризонти“ на 14 юли 2015 г.
Наречен е на Хидра, чудовището, което пазело водите на подземния свят в древногръцката митология.